# San Dana
Dana, conosciuto anche con i nomi di San Danatte o San Dano (Valona, ... – Montesardo, IX secolo), è stato un martire cristiano vittima dei saraceni in Salento, venerato come santo dalla Chiesa cattolica.

## Biografia
Originario di Valona, approdò nel Salento, dove prestò servizio come diacono presso il Santuario di Santa Maria di Leuca.
Durante un attacco dei Saraceni al Santuario, prese con sé la pisside contenente l'Eucaristia e fuggì per metterla in salvo verso il casale di Montesardo, meglio difeso. Ma a poche miglia dal paese, in località la Mora, venne raggiunto e ferito. Prima di morire, per evitare la profanazione dell'Eucaristia, ebbe però il tempo di consumare le Particole Sacre.

## Culto
Sul luogo della sua uccisione, 200 metri fuori dall'abitato di San Dana, che da lui ha preso il nome, sorge ora una stele in suo ricordo.
Dal Martirologio Romano il 16 gennaio: "A Valona nell'Illirico, nell'odierna Albania, san Danacte, martire".